# Delia Magaña

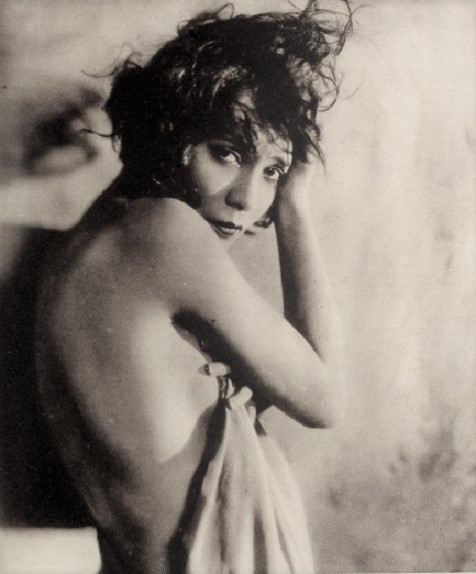
Delia Magaña

Delia Magaña (eigentlich Gudelia Flores Magaña, * 2. Februar 1903 in Mexiko-Stadt; † 31. März 1996 ebenda) war eine mexikanische Schauspielerin.

## Leben
Magaña debütierte 1923 auf der Bühne und wurde in ihrer Heimatstadt vom Produzenten der Fox Film Corporation, Robert J. Flaherty für den Film entdeckt, was zu ihrer Verpflichtung für spanischsprachige Versionen von Hollywoodstreifen führte. Vierzehn Werke drehte sie dort; anschließend war sie bis 1990 wieder in ihrer Heimat in zahlreichen Rollen für Kino und Fernsehen zu sehen, wobei sie mit vielen Stars des mexikanischen Kinos zusammenarbeitete. Ihr Schwerpunkt lag jedoch auf Theaterrevuen, wo sie auch als Tänzerin bekannt war.
Magañas Hand- und Fußabdrücke befinden sich auf dem Gehweg bei Grauman’s Chinese Theatre in Hollywood.

## Filmografie (Auswahl)
- 1930: El hombre malo
- 1990: Y tú… quién eres?

## Bibliografie
- Miguel Ángel Morales: Cómicos de México. Panorama Editorial, 1987, ISBN 968-38-0175-7.
- Pablo Dueñas: Las divas en el teatro de revista mexicano. Archivo histórico testimonial, Asociación Mexicana de Estudios Fonográficos, 1994, ISBN 986-6950-00-03.